# Cleisson Edson Assunção
Cleisson Edson Assunção, genannt Cleisson, (* 13. März 1972 in Belo Horizonte) ist ein ehemaliger brasilianischer Fußballspieler und -trainer. Er gewann in seiner Karriere verschiedene nationale sowie internationale Meisterschaften.
Am Anfang seiner Karriere versuchte im Ausland bei Belenenses Lissabon Fuß zu fassen, konnte sich aber nicht durchsetzen und ging nach einer Saison wieder zurück nach Brasilien. Am erfolgreichsten war Cleisson mit dem Cruzeiro EC aus Belo Horizonte. Mit diesem gewann er 1997 die Copa Libertadores sowie zweimal den nationalen Pokal. Beim Weltpokalfinale 1997 unterlag seine Mannschaft dem Borussia Dortmund. Zum Ende seiner Laufbahn spielte auch noch eine Saison 2006 in Polen.

## Erfolge
Cruzeiro
- Staatsmeisterschaft von Minas Gerais: 1992, 1996, 1997
- Copa do Brasil: 1993, 1996
- Copa Ouro: 1995
- Copa Master de Supercopa: 1995
- Copa Libertadores: 1997

Flamengo
- Taça Guanabara: 1999
- Staatsmeisterschaft von Rio de Janeiro: 1999

Atlético Mineiro
- Staatsmeisterschaft von Minas Gerais: 2000

Fortaleza
- Staatsmeisterschaft von Ceará: 2009